# Town Creek (Alabama)
Town Creek è un comune degli Stati Uniti d'America situato nella contea di Lawrence dello Stato dell'Alabama.
Nel censimento del 2000 aveva una popolazione di 1 216 abitanti.